# Queen's Blade
Queen's Blade (クイーンズブレイド?, Kuīnzu Bureido) è una serie di librogame pubblicata dalla Hobby Japan e basata sulla licenza dei giochi Lost Worlds della Flying Buffalo. Pubblicato per la prima volta nel 2005, contiene praticamente solo personaggi femminili.
La serie si è successivamente evoluta in un media franchise, che ha dato vita a quattro adattamenti manga, tre serie televisive anime, tre serie di light novel ed un videogioco. La serie televisiva è stata immediatamente seguita da un sequel intitolato Queen's Blade Rebellion (クイーンズブレイド リベリオン?, Kuīnzu Bureido Riberion), con nuovi personaggi e remake dei vecchi personaggi, e da un supplemento intitolato Queen's Gate (クイーンズゲイト?, Kuīnzu Geito), con personaggi licenziati da altre serie e giochi. Action figure dei personaggi della serie sono stati realizzati da vari produttori, come la Kaiyodo che ha prodotto vari Revoltech di Queen's Blade.

## Trama
La storia di Queen's Blade è ambientata in un mondo alternativo di ispirazione fantasy, chiamato Gainos. Reina è la giovane erede di una potente famiglia nobiliare, annoiata e poco incline alle regole della vita di corte. Per tali ragioni la ragazza abbandona la casa paterna e decide di prendere parte al torneo Queen's Blade, competizione riservata alle combattenti donne del regno, la cui vincitrice viene eletta nuova regina di Gainos. Sulle sue tracce si mettono immediatamente Clodette, sua sorella maggiore, e l'elfa Echidna, inviata dal padre. Tuttavia Reina, dopo le prime sconfitte si renderà conto di non essere ancora in grado di affrontare il Queen's Blade, ed insieme alle compagne deciderà di affrontare un viaggio per migliorarsi e diventare più potente. Sulla sua strada, Reina incontrerà diverse sfidanti con cui combattere, fra cui Tomoe, sacerdotessa-guerriera di un regno dell'est, con la quale stringerà un rapporto di rispetto e amicizia.

## Personaggi
- Leina/Reina (レイナ?, Reina)[3] (Doppiata da Ayako Kawasumi)

È la protagonista della serie. Anche conosciuta come la "guerriera errante" (流浪の戦士, Rurō no Senshi?), è la secondogenita della famiglia Vance, un'aristocratica dinastia nobile, prima in linea di successione. Tuttavia, Leina non solo non ha alcuna intenzione di assumere il ruolo di contessa, ma è fuggita via dal proprio regno per diventare una guerriera come la sua defunta madre Maria, arrivando ad iscriversi al torneo Queen's Blade.
- Risty/Listy (リスティ?, Risuti)[4][5] (Doppiata da Yūko Kaida)

È una ladra dai folti capelli rossi, conosciuta come la "ladra buona della foresta" (荒野の義賊) per la sua tendenza "alla Robin Hood" di rubare ai ricchi, per donare agli orfani. Lei stessa da bambina era cresciuta in un orfanotrofio, e spera di vincere il torneo Queen's Blade proprio per aiutare i bambini bisognosi. Si unisce al viaggio di Leina di cui diventa grande amica.
- Irma (イルマ?, Iruma)[6] (Doppiata da Yui Kano)

È la giovane leader del gruppo degli "Assassini delle zanne" (牙の暗殺者, Kiba no Ansatsusha), la polizia segreta della Regina incaricata di eliminare alcuni concorrenti dalla competizione. È dotata di una personalità fredda e priva di emozioni, allieva di Echidna, verso la quale tuttavia nutre un forte rancore.
- Nowa (ノワ?, Nowa)[7] (Doppiata da Mikako Takahashi)

Conosciuta come "guardiana della foresta"(森の番人, Mori no Bannin), Nowa è una giovane elfa protettrice degli animali. Dotata di metà sangue umano, non è amata ne dagli elfi ne dagli umani, e la sua unica amica è l'elfa Alleyne, colei che l'ha addestrata. Parla di se stessa in terza persona, e non indossa alcuna biancheria, cosa che spesso crea disturbo ai suoi avversari.
- Tomoe (トモエ?, Tomoe)[8] (Doppiata da Mamiko Noto)

Tomoe è una sacerdotessa guerriera (武者巫女, Musha-Miko), di un ordine elitario protettrice dell'isola di Hinomoto (ヒノモト/日ノ本?), una specie di Giappone feudale. L'isola tuttavia è stata attaccata da un gruppo di ninja che hanno ucciso quasi tutte le sue compagne, ed intendono prendere il potere del luogo. Tomoe ha quindi deciso di partecipare al torneo Queen's Blade per ricevere il potere necessario per ripristinare l'ordine a Hinomoto.
- Echidna (エキドナ?, Ekidona)[9] (Doppiata da Yuki Kaida)

Conosciuta come la mercenaria veterana (歴戦の傭兵, Rekisen no Yōhei), Echidna è un elfa della giungla con oltre 500 anni di esperienza nel combattimento. In passato è stata a capo degli "Assassini delle zanne", ed era stata l'istruttrice di Irma, ma in seguito aveva preferito la carriera da mercenaria. È una delle favorite alla vittoria del Queen's Blade, benché lei stessa non abbia alcun interesse al trono.
- Menace (メナス?, Menasu)[10] (Doppiata da Yūko Gotō)

Menace era una principessa nell'antico regno di Amara (アマラ王国?), di vaga ispirazione antica egiziana. Abituata al lusso, fino al momento in cui fu tradita dalla sua fidata consigliera Anarista, Menace trovò la morte durante la rovina del proprio palazzo. Secoli dopo, la potente Strega della Palude l'ha fatta risorgere per diventare membro del suo esercito. Tuttavia Menace, che è a sua volta una potente sacerdotessa, proseguirà i propri scopi di ripristinare il regno di Amara.
- Elina (エリナ?, Erina)[11] (Doppiata da Kaori Mizuhashi)

Figlia più giovane della famiglia Vance, Elina è stata allenata sin da bambina a qualunque arte marziale, abituata alla disciplina militare ed addestrata come spia, guardia del corpo ed assassina per il padre. Normalmente feroce e spietata, Elina quando si trova in compagnia delle sorelle, ed in particolar modo di Leina, assume un comportamento infantile. Ha un legame quasi morboso con Leina. 
- Airi (アイリ?, Airi)[12] (Doppiata da Kanae Itō)

Conosciuta come Tentatrice infernale (冥土へ誘うもの?), Airi è un fantasma che indossa un'uniforme di cameriera e fa parte delle seguaci della Strega della Palude. Esperta in spionaggio ed assassinii, Airi per rimanere sulla Terra ha bisogno di alimentarsi frequentemente risucchiando l'energia vitale degli umani o rischia di scomparire. Nell'anime si affeziona molto a Lana, il figlio di Cattleya, fino a considerarlo come un fratello. Ha una personalità riservata e stoica, e il suo peggiore punto debole è il solletico, con cui verrà sadicamente torturata da Melona per tre giorni.
- Nanael (ナナエル?, Nanaeru)[14] (Doppiata da Aya Hirano)

Conosciuta come l'angelo della speranza (光明の天使, Kōmyō no Tenshi), Nanael è effettivamente un angelo, inviato dal paradiso per supervisionare il torneo Queen's Blade, benché abbia un piano segreto di creare un harem di uomini. Per via di questo comportamento Nanael è stata esiliata nel mondo mortale ed è costretta a portare con sé il "latte sacro", che se dovesse essere versato, le farebbe perdere i propri poteri.
- Cattleya (カトレア?, Katorea)[15] (Doppiata da Ryoka Yuzuki)

Cattleya è una possente spadaccina muscolosa che possiede un negozio d'armi nella piccola città di Vosk. Era conosciuta come Giant Slayer (巨人殺し, Kyojin Goroshi) per via delle dimensioni della spada che maneggiava. È sposata con il guerriero Owen, insieme al quale ha avuto un figlio, Lana. Tuttavia la loro felicità è stata distrutta quando Owen è misteriosamente scomparso. Cattleya si è iscritta al torneo Queen's Blade portando con sé il piccolo Lana, che la segue anche durante gli scontri rimanendo sempre attaccato al corpo della madre, nella speranza di ritrovare il suo amato.
- Rana (ラナ?, Rana)[15]

Rana è il figlio che Cattleya ha avuto con il guerriero Owen, e con il quale vive un rapporto quasi simbiotico. Il bambino infatti rimane letteralmente aggrappato alla madre anche durante i feroci combattimenti del Queen's Blade. In seguito diventerà amico anche di Airi, che lo considererà quasi un fratello.
- Nyx/Nix (ニクス?, Nikusu)[16] (Doppiata da Rie Tanaka)

Conosciuta come "Manipolatrice delle fiamme" (炎の使い手), Nyx era una serva della famiglia Vance, oggetto delle prepotenze di Elina. Tuttavia la sua vita cambiò dopo l'incontro con Funikura (フニクラ), un bastone senziente che le ha donato grandi poteri ed è in grado di modificare radicalmente la personalità di Nyx durante i combattimenti, facendola diventare una guerriera spietata e vendicativa.
- Melpha (メルファ?, Merufa)[17][18] (Doppiata da Sayaka Ōhara)

Sacerdotessa di alto livello, considerata dai suoi seguaci come una specie di santa, Melpha non è dotata di grandi capacità combattive, ma è molto temuta nel torneo Queen's Blade, in quanto depositaria dell'antico potere conosciuto come "Divine Power" (ディヴァインパワー, Divain Pawā), che consiste nel generare potentissimi attacchi di energia attraverso l'assunzione di posizioni allusive ed imbarazzanti, le "Holy Poses" (聖なるポーズ, Seinaru Pōzu). Nell'anime, Melpha crede che Nanael sia un angelo di alto rango, e ne diventa praticamente la schiava.
- Melona (メローナ?, Merōna)[19] (Doppiata da Rie Kugimiya)

Conosciuta come "Assassina mutaforma" (千変の刺客) è una creatura magica in grado di cambiare aspetto e forma a suo piacimento, e dotata di una personalità tanto ironica quanto sadica. È una delle tre seguaci della Strega della Palude. È composta di un liquido rosa che la rende immune agli attacchi di armi da taglio, e le permette non solo di assumere le sembianze di chiunque, ma anche di ricrearne lo stile di combattimento. La sua crudeltà viene messa in mostra in particolare quando decide di punire Airi nel suo punto debole, sottoponendola a tre giorni di solletico senza tregua.
- Claudette/Clodette (クローデット?, Kurōdetto)[20] (Doppiata da Atsuko Tanaka)

Conosciuta come "Generale Nube di Tuono" (雷雲の将, Raiun no Shō), Claudette è la primogenita della famiglia Vance, sorella maggiore di Leina e Elina, ma dato che è una figlia illegittima del conte, non fa parte della linea di successione, ed è stata cresciuta senza attenzioni e senza affetto. Al contrario è stata addestrata come guardia del corpo di Leina.
- Ymir/Yuumil (ユーミル?, Yūmiru)[21] (Doppiata da Ayaka Saito)

Conosciuta come la principessa di ferro (鋼鉄姫, Kōtetsu), Ymir è la figlia del re dei nani, e partecipa al torneo Queen's Blade, proprio per dimostrare la supremazia della propria razza. Nonostante l'aspetto da bambina, Ymir è uno dei personaggi più grandi, ed è un'abile costruttrice di armi, il che la rende rivale diretta di Cattleya.
- Alleyne/Allean (アレイン?, Arein)[22] (Doppiata da Eri Kitamura)

Conosciuta come "Maestra di combattimenti" (戦闘教官), Alleyne è un elfo vecchio di mille anni, e nonostante l'aspetto giovanile, è il membro più anziano della propria razza. Ha avuto un lungo rapporto con Echidna, che spesso la chiama "Vergine di 1000 anni", per la sua inesperienza con gli uomini.
- Aldora/Aldra (アルドラ?, Arudora)[23] (Doppiata da Miyū Takeuchi)

Conosciuta come "Regina stregata" (逢魔の女王), Aldra è la vincitrice delle due precedenti edizioni del Queen's Blade e quindi è la regina in carica. Dotata per metà di sangue demoniaco, Aldra perse la propria sorella tempo prima e decise di partecipare al Queen's Blade per ritrovarla. Per ottenere poteri illimitati contrasse un patto con l'angelo oscuro Delmore, che in cambio bloccò la crescita di Aldra, che quindi mantenne un aspetto infantile. È dotata del potere Evil Eye, che le permette di imprigionare chiunque in blocchi di ambra e della terribile spada Demon's Blade (デーモンズブレイド, Dēmonzu Bureido).
- Shizuka (シズカ?, Shizuka) (Doppiata da Hitomi Nabatame)

Shizuka è una kunoichi a capo del clan dei ninja di Hinomoto. Nell'anime perde un incontro con Tomo, ma ciò nonostante ne rimane legata, inizialmente nel tentativo di ucciderla fingendosi sua amica. Ma col progredire della storia, Shizuka svilupperò una amicizia sincera nei confronti di Tomoe, e sacrificherà la propria vita per lei, diventando l'unico personaggio a morire nell'anime.

## Media

### Gamebook
- Serie 1 (Leina e Risty) - Pubblicato il 25 novembre 2005.[24][25]
- Serie 2 (Irma e Nowa) - Pubblicato il 28 dicembre 2005.[26][27]
- Serie 3 (Tomoe e Echidna) - Pubblicato il 9 giugno 2006.[28][29]
- Serie 4 (Menance e Elina) - Pubblicato il 29 settembre 2006.[30][31]
- Serie 5 (Airi e Leina 3D) - Pubblicato il 22 dicembre 2006.[32][33]
- Serie 6 (Nanael e Cattleya) - Pubblicato il 16 marzo 2007.[34][35]
- Serie 7 (Nyx e Melpha) - Pubblicato il 29 giugno 2007.[36][37]
- Serie 8 (Melona e Claudette) - Pubblicato il 18 ottobre 2007.[38][39]
- Serie 9 (Ymir) - Pubblicato il 15 febbraio 2008.[40]
- Serie 10 (Aldra and Alleyne) - Pubblicato il 20 giugno 2008.[41][42]
- Airi the Live edition - pubblicato nel 2009 - Airi interpretata da Yuuri Morishita[43]

### Anime
Una serie televisiva anime intitolata Queen's Blade: Rurō no senshi è stata prodotta dalla Arms. L'anime è iniziato in Giappone il 2 aprile 2009, ed è stato trasmesso ogni martedì per dodici episodi, sino al 18 giugno 2009. L'anime è stato trasmesso privo di censure da AT-X, mentre le trasmissioni proposte dagli altri canali sono state pesantemente censurate. Le versioni integrali degli episodi sono state pubblicate su DVD insieme a sei nuovi episodi OVA. Una seconda stagione dell'anime intitolata Queen's Blade: Gyokuza o tsugumono (クイーンズブレイド 玉座を継ぐ者?) è stata trasmessa per dodici episodi su AT-X ed altri canali dal 24 settembre al 10 dicembre 2009. Anche in questo caso la Media Factory ha pubblicato sei DVD/Blu ray fra il 22 dicembre 2009 ed il 25 maggio 2010, ognuno contenente sei nuovi OAV che continuano la storia dei primi sei.
Una serie di OVA, intitolata Queen's Blade: Utsukushiki tōshi-tachi (クイーンズブレイド ～美しき闘士たち～?), è stata annunciata nel numero di maggio di Monthly Hobby Japan. La serie si svolge dopo gli eventi del torno di Queen's Blade, ma prima della serie Rebellion, e raccontano le storie dei vari personaggi al di fuori del torneo. Gli episodi sono stati pubblicati in sei DVD e Blu-ray fra il 25 agosto 2010 ed il 30 marzo 2011.

#### Episodi
| Nº                                                | Titolo italiano Giapponese 「Kanji」 - Rōmaji                                                                     | In onda           | In onda |
| Nº                                                | Titolo italiano Giapponese 「Kanji」 - Rōmaji                                                                     | Giapponese        |         |
| Queen's Blade: Rurō no senshi (12 episodi)        | |                   |         |
| 1                                                 | Spirits High - The Vacant Warrior 「気炎～流浪の戦士」 - kien ~ rurō no senshi                                    | 2 aprile 2009     |         |
| 2                                                 | Ambitious Undertaking - Warrior Shrine Maiden 「壮途～武者巫女」 - sōto ~ musha miko                              | 9 aprile 2009     |         |
| 3                                                 | Full Power-Veteran Soldiers 「艶襲～歴戦の傭兵」 - tsuya shū ~ rekisen no yōhei                                   | 16 aprile 2009    |         |
| 4                                                 | Rivalary-The Lightning General 「相克～雷雲の将」 - sōkoku ~ raiun no shō                                         | 23 aprile 2009    |         |
| 5                                                 | Resurrected Curse-The Ancient Princess 「蘇呪～古代の王女」 - so ju ~ kodai no ōjo                                | 30 aprile 2009    |         |
| 6                                                 | Promise-Forest of the Watchman 「約束～森の番人」 - yakusoku ~ mori no bannin                                     | 7 maggio 2009     |         |
| 7                                                 | Kourin-The Angel of Hope 「降臨～光明の天使」 - kōrin ~ kōmyō no tenshi                                           | 14 maggio 2009    |         |
| 8                                                 | The Fang of the Assassin 「暗躍～牙の暗殺者」 - anyaku ~ kiba no ansatsu mono                                     | 21 maggio 2009    |         |
| 9                                                 | Arms Dealer and Steel Princess 「赤心（せきしん）～武器屋と鋼鉄姫」 - sekishin (sekishin)~ bukiya to kōtetsu hime | 28 maggio 2009    |         |
| 10                                                | Enlightenment-Blow of the Dragon 「開眼～竜の一撃」 - kaigan ~ ryū no ichigeki                                    | 4 giugno 2009     |         |
| 11                                                | After Death 「厳霊（いかずち）～死闘の果て」 - gen rei (ikazuchi)~ shitō no hate                                  | 11 giugno 2009    |         |
| 12                                                | Final Destiny 「開門～女王への道」 - kaimon ~ joō heno michi                                                      | 18 giugno 2009    |         |
| Queen's Blade: Gyokuza o tsugumono (12 episodi)   | |                   |         |
| 1                                                 | Assemble! Queen's Blade 「参集！クイーンズブレイド」 - sanshū! kuinzubureido                                      | 24 settembre 2009 |         |
| 2                                                 | Smite Evil! An Unexpected Battle 「破邪！思いがけない闘い」 - haja! omoi gakenai tatakai                          | 1º ottobre 2009   |         |
| 3                                                 | Fiery Passion! Ignited Karma 「炎情！燃え上がる因縁」 - honoo jō! moeaga ru innen                                 | 8 ottobre 2009    |         |
| 4                                                 | Showdown! Mutually Seeking Bonds 「対決！呼び合う絆」 - taiketsu! yobi au kizuna                                  | 15 ottobre 2009   |         |
| 5                                                 | Strategy! Royal Palace of Lament 「策謀！嘆きの王宮」 - sakubō! nageki no ōkyū                                    | 22 ottobre 2009   |         |
| 6                                                 | Complication! Changing Premonition 「錯綜！変わりゆく予感」 - sakusō! kawari yuku yokan                           | 29 ottobre 2009   |         |
| 7                                                 | Freeze! Circumstances Beyond Calculations 「氷結！計算外の事態」 - hyōketsu! keisan soto no jitai                 | 5 novembre 2009   |         |
| 8                                                 | Shameful Shudders! The Battle Angel 「慙悸！戦いの天使」 - zanki! tatakai no tenshi                               | 12 novembre 2009  |         |
| 9                                                 | Innermost Feelings! Showdown at Castle Vance 「衷心！ヴァンス城の決闘」 - chūshin! vansu shiro no kettō           | 19 novembre 2009  |         |
| 10                                                | Long-Cherished Desires! Reason to Fight 「本懐！闘う理由」 - honkai! tatakau riyū                                 | 26 novembre 2009  |         |
| 11                                                | Duel to the Death! Culminating Showdown 「血闘！頂上対決」 - chi tō! chōjō taiketsu                               | 3 dicembre 2009   |         |
| 12                                                | Ambition! The One to Inherit the Throne 「大志!玉座を継ぐ者」 - taishi! gyokuza wo tsugu mono                     | 10 dicembre 2009  |         |
| Queen's Blade Utsukushiki Tōshi-tachi (6 episodi) | |                   |         |
| 1                                                 | Faith! Erina's Unshakable Bond 「信義！エリナ揺るぎなき絆」 - nobuyoshi! erina yuru ginaki kizuna                 | 8 agosto 2010     |         |
| 2                                                 | Aiseki! Arein Sennen no Wakare 「愛惜！アレイン千年の別れ」 - aiseki! arein sennen no wakare                      | 12 settembre 2010 |         |
| 3                                                 | Yūutsu! Airi no Futagokoro 「憂鬱！アイリの二心」 - yūutsu! airi no ni kokoro                                     | 10 ottobre 2010   |         |
| 4                                                 | 「再興！メナス愉悦の王宮」 - saikō! menasu yuetsu no ōkyū                                                         | 14 novembre 2010  |         |
| 5                                                 | 「堕天！逸楽のナナエル」 - da ten! itsu raku no nanaeru                                                           | 12 dicembre 2010  |         |
| 6                                                 | 「奥義！差添いの逢魔が旅」 - oku gi! sa soi no ōma ga tabi                                                        | 9 gennaio 2011    |         |

#### Colonna sonora
Sigla di apertura
- Get the Door cantata da Rie Ohashi (1ª serie)
- Ochinai Sora (墜ちない空) cantata da ENA (2ª serie)

Sigla di chiusura
- Omoide to Yakusoku (思い出と約束) cantata da Ayako Kawasumi, Mamiko Noto e Aya Hirano (1ª serie)
- Buddy-body cantata da Rie Kugimiya, Yuko Goto e Kanae Ito (2ª serie)
- Bitoushi Carnival ~Taoreru Toki wa Maemuki ni~ (美闘士カーニバル～たおれる時は前向きに～) cantata dalle 19 Beautiful Warriors (OAV)

### Videogioco
Il videogioco Queen's Blade: Spiral Chaos (クイーンズブレイド スパイラルカオス?, Kuīnzu Bureido: Supairaru Kaosu), ispirato maggiormente all'anime che non ai librogame, è stato prodotto per PlayStation Portable da Namco Bandai. La DigitalMediaLab,Inc. ha inoltre pubblicato il videogioco Queen's Blade 1 per telefoni cellulari.

### Manga
Un'antologia di fumetti di Queen's Blade è stata pubblicata dalla Hobby Japan in quattro volumi, usciti fra il 25 aprile 2007 ed il 25 febbraio 2008. Un adattamento manga basato sulla prima serie televisiva e realizzato da Kabao Kikkawa è iniziato nel numero di ottobre 2008 della rivista seinen Monthly Comic Alive della Media Factory. Fra il 2 febbraio 2009 ed il 23 gennaio 2010 sono stati pubblicati tre volumi della serie, sotto l'etichetta della Media Factory Alive Comics.
Un altro adattamento manga di Queen's Blade, illustrato da Iku Nanazuki, intitolato Queen's Blade: Hide & Seek (クイーンズブレイド -Hide&Seek-?), è iniziato nel numero di dicembre 2007 di Comp Ace. Spinoff dell'originale, la serie ruota intorno al personaggio di Elina e la sua ricerca della sorella Leina, ed introduce il personaggio di Frolell, serva della famiglia Vance che viaggia insieme ad Elina. La Kadokawa Shoten ha pubblicato cinque volumi del manga fra il 26 giugno 2008 ed il 26 giugno 2010.
Un terzo adattamento manga, intitolato Queen's Blade Struggle (クイーンズブレイド ストラグル?, Kuīnzu Bureido Sutoraguru), illustrato da AstroguyII è iniziato nel numero di dicembre 2007 sulla rivista Dengeki Black Maoh, per poi continuare su Dengeki Maoh, benché pubblicato a cadenza bimestrale. Il primo volume è stato pubblicato dalla ASCII Media Works il 27 marzo 2009, e conta in totale quattro volumi pubblicati per l'etichetta Dengeki Comics.

### Light novel
Un adattamento in forma di light novel di Queen's Blade, intitolato Queen's Blade: Sword of Unicorn (クイーンズブレイド ソード・オブ・ユニコーン?, Kuīnzu Bureido: Sōdo obu Yunikōn), è stata scritta da Eiji Okita con illustrazioni di Eiwa. Il primo volume è stato pubblicato il 27 aprile 2007 dalla Hobby Japan per l'etichetta HJ Bunko,, ed è durata in totale cinque volumi sino al 1º novembre 2008. Un volume bonus intitolato Fierce Battle! Queen's Blade (激闘！クイーンズブレイド?, Gekitō! Kuīnzu Bureido) è stato pubblicato il 1º marzo 2008, con illustrazioni di Hirotaka Akaga.
Una light novel sulla prima serie televisiva, scritta da Okita ed illustrata da Tsumotu Miyazawa, è stata pubblicata dalla Hobby Japan, ed è durata in totale due volumi pubblicati fra il 1º agosto 2009 ed il 1º ottobre 2009.

### Altro
- Queen's Blade Fan Disc: software per vestire i personaggi, pubblicato nel 2006
- Queen's Blade i: Videogioco per telefono cellulare che utilizza le regole dei GameBook.
- Queen's Blade Collection Card ver.2.0 è un gioco di carte collezionabili, con biografia individuale per ogni personaggio.
- Tre volumi intitolati Queen's Blade: Beautiful Fighters Biographies (クイーンズブレイド美闘士列伝?, Kuīnzu Bureido: Bitōshi Retsuden) pubblicati dalla Hobby Japan, che raccontano i retroscena dei personaggi:
  - Picture Scroll of the Musha-Miko (武者巫女絵巻?, Musha-Miko Emaki), illustrato da Eiwa, pubblicato il 28 aprile 2007.[66]
  - Tome of the Ancient Princess (古代王女の書?, Kodai Ōjo no Sho), illustrato da F.S., pubblicato il 15 febbraio 2008.[67]
  - Adventure of the Exiled Warrior (流浪の戦士冒険記?, Rurō no Senshi Bōken Ki), illustrato da Hirokazu Hisayuki, pubblicato il 28 febbraio 2009.[68]
- Un databook intitolato Queen's Blade: Perfect Visual Book (クイーンズブレイド パーフェクトビジュアルブック?, Kuīnzu Bureido: Pāfekuto Bijuaru Bukku) pubblicati dalla Hobby Japan il 27 giugno 2009.[69]
- Queen's Blade the Duel: è un gioco di carte collezionabili con i personaggi di Queen's Blade, in seguito espanso con i personaggi di Queen's Gate e Rebellion, e ribattezzato Duel System TCG, pubblicato dalla Megahobby nel 2008.
- Queen's Blade The Conquest: Un videogioco di ruolo per browser con i personaggi di Queen's Blade, pubblicato dalla Aiming nel 2012, con possibilità di essere espanso con i personaggi di Rebellion.